# Niptus absconditus
Niptus absconditus is een keversoort uit de familie klopkevers (Ptinidae). De wetenschappelijke naam van de soort werd in 1968 gepubliceerd door Theodore James Spilman.